# 日本晴 (気象)
気象としての日本晴/日本晴れ  (にほんばれ、にっぽんばれ)は、空に雲がほとんどないことを表す日本独自の表現。快晴。また、心にわだかまり等が無い晴れやかな気持ちであること。 (例)ずっと我慢していたことができて日本晴の気持ち。